# Pectocythere magellanensis
Pectocythere magellanensis is een mosselkreeftjessoort uit de familie van de Pectocytheridae. De wetenschappelijke naam van de soort is voor het eerst geldig gepubliceerd in 1996 door Whatley, Staunton, Kaesler & Moguilevsky.